# Cryptoriana — The Seductiveness of Decay
Cryptoriana — The Seductiveness of Decay — двенадцатый студийный альбом английской экстрим-метал-группы Cradle of Filth, выпущенный 22 сентября 2017 года на лейбле Nuclear Blast. Это второй и последний альбом, в создании которого принимала участие Линдси Скулкрафт перед её уходом в феврале 2020 года.

## Об альбоме
Дэни Филт сказал, что альбом «глубоко пропитан викторианским готическим ужасом, и поэтому название является отражением этого. «Крипториана» (англ. Cryptoriana) подразумевает увлечение викторианцев сверхъестественным, могилой и всем отвратительным. А подзаголовок «Соблазнительность разложения» (англ. The Seductiveness of Decay) ещё больше укрепляет это влечение к смерти и блестящему длительному процессу самоуничтожения».
Премьера первого сингла «Heartbreak and Seance» состоялась 11 июля 2017 года вместе с музыкальным видео. Второй сингл «You Will Know the Lion by His Claw» вместе с лирик-видеом были выпущены 8 августа 2017 года. Третий сингл «Achingly Beautiful», также вместе с лирик-видео, вышел 15 сентября того же года. Вокалист Дэни Филт заявил, что сингл «имеет очень олдскульную атмосферу „Крэдлов“», и сравнил его с песней «A Gothic Romance» из альбома Dusk… and Her Embrace.

## Список композиций
| №                   | Название                                   | Длительность |
| ------------------- | ------------------------------------------ | ------------ |
| 1.                  | «Exquisite Torments Await…»                | 2:15         |
| 2.                  | «Heartbreak and Seance»                    | 6:24         |
| 3.                  | «Achingly Beautiful»                       | 7:02         |
| 4.                  | «Wester Vespertine»                        | 7:24         |
| 5.                  | «The Seductiveness of Decay»               | 7:38         |
| 6.                  | «Vengeful Spirit» (с участием Лив Кристин) | 6:00         |
| 7.                  | «You Will Know the Lion by His Claw»       | 7:22         |
| 8.                  | «Death and the Maiden»                     | 8:48         |
| Общая длительность: | Общая длительность:                        | 52:53        |

| №                   | Название                             | Длительность |
| ------------------- | ------------------------------------ | ------------ |
| 9.                  | «The Night at Catafalque Manor»      | 7:31         |
| 10.                 | «Alison Hell» (кавер на Annihilator) | 5:01         |
| Общая длительность: | Общая длительность:                  | 65:25        |

## Участники записи
- Дэни Филт — ведущий вокал
- Ричард Шоу — гитара
- Марек «Ашок» Смерда — гитара
- Дэниел Фёрт — бас-гитара
- Линдси Скулкрафт — повествование на альбоме
- Мартин Шкарупка — ударные, клавишные, аранжировки

## Чарты
| Чарт (2017)                          | Высшая позиция |
| ------------------------------------ | -------------- |
| Австралия (ARIA)                     | 53             |
| Австрия (Ö3 Austria)                 | 20             |
| Бельгия/Фландрия (Ultratop)          | 35             |
| Бельгия/Валлония (Ultratop)          | 42             |
| Чехия (ČNS IFPI)                     | 17             |
| Нидерланды (Album Top 100)           | 111            |
| Финляндия (Suomen virallinen lista)  | 8              |
| Франция (SNEP)                       | 110            |
| Германия (Offizielle Top 100)        | 15             |
| Венгрия (MAHASZ)                     | 32             |
| Шотландия (Scottish Albums Chart)    | 31             |
| Швейцария (Schweizer Hitparade)      | 24             |
| Великобритания (UK Albums Chart)     | 50             |
| США (Billboard Independent Albums)   | 14             |
| США (Billboard Top Hard Rock Albums) | 15             |